# Psychotria cypellantha
Psychotria cypellantha är en måreväxtart som beskrevs av Julian Alfred Steyermark. Psychotria cypellantha ingår i släktet Psychotria och familjen måreväxter. Inga underarter finns listade i Catalogue of Life.